# Gele zaadmier
De gele zaadmier (Tetramorium insolens) is een mierensoort uit de onderfamilie van de Myrmicinae. De wetenschappelijke naam van de soort is voor het eerst geldig gepubliceerd in 1861 door Smith, F..